# Порозовский район
По́розовский район (бел. Поразаўскі раён) — административно-территориальная единица в Белорусской ССР в 1940—1960 годах, входившая в Брестскую область, затем — в Гродненскую область.

## История
Порозовский район с центром в деревне Порозово (Порозов) был образован в Брестской области 15 января 1940 года, в октябре установлено деление на 11 сельсоветов. 20 сентября 1944 года район передан в состав Гродненской области.
16 июля 1954 года изменено деление на сельсоветы: упразднено пять сельсоветов, образован один новый. 30 апреля 1958 года Порозово преобразовано в городской посёлок, и Порозовский сельсовет был расформирован.
20 января 1960 года Порозовский район был упразднён, а его территория передана в состав Свислочского района.
Население района (по данным переписи 1959 года) — 26 302 человека.

## Сельсоветы
1940—1954 гг.
- Дашкевичский;
- Кукличский;
- Лавриновичский;
- Лесковский;
- Михайловский;
- Низянский;
- Новодворский;
- Подоросский;
- Порозовский;
- Хрустовский;
- Щуричский.

1954—1960 гг.
- Крапивницкий;
- Кукличский;
- Лавриновичский;
- Михайловский;
- Новодворский;
- Подоросский;
- Порозовский (до 30 апреля 1958 года).